# Nyikolaj Alekszejevics Voznyeszenszkij
Nyikolaj Alekszejevics Voznyeszenszkij (oroszul: Николай Алексейевич Вознесенский) (Tula, 1903. február 1. – Leningrád 1950.) orosz nemzetiségű szovjet gazdaságpolitikus, sokáig Sztálin munkatársa volt.

## Életpályája
Voznyeszenszkij édesapja favágó volt. A fordulat idején még kiskorú volt, nem sokkal később belépett a pártba. 1938-ra jutott az országos politika elitjébe: januárban beválasztották a GOSZPLAN-ba, az Állami Tervbizottságba. A gazdasági növekedés ekkor már egy éve nem volt számottevő; Voznyeszenszkij a háború kitöréséig, 1941-ig megpróbálta feléleszteni a gazdaságot. A háborúban egyes, háború előtt készített gazdasági tervek csődöt mondtak, a GOSZPLAN több tagja sem értette a helyzet komolyságát. Voznyeszenszkij bekerült a háborús kabinetbe, ő irányította a hadigazdaságot. A sztálingrádi siker után a gazdaság is növekedésnek indult: Voznyeszenszkijnek 1943-1944-re sikerült visszaállítani a gazdasági egyensúlyt.
A háború után Sztálin egyik kedvence lett; a diktátor őszintesége, személyes lojalitása miatt kedvelte meg. (Ekkoriban írta A Szovjetunió hadigazdasága a Nagy Honvédő Háború idején c. könyvét, amivel belépett a történelemhamisítók táborába: minden gazdasági sikert Sztálinnak tulajdonított.) Más pártvezetők, mint Malenkov vagy Berija épp a Sztálinhoz fűződő hűsége miatt utálták meg. 1948 szeptemberében meghalt Zsdanov, Voznyeszenszkijt pedig a Malenkov–Berija–Hruscsov-trojka kitette a hatalomból: 1949 márciusában már le is tartóztatták az 1949-es leningrádi vásár ürügyén, amelyet nem jelentett be előre a leningrádi pártvezetés (Voznyeszenszkij, Kuznyecov). 1950-ben a „leningrádi ügyben” Voznyeszenszkijt halálra ítélték és kivégezték.

## Művei magyarul
- A negyedik ötéves terv. A Szovjetunió népgazdaságának helyreállítására és fejlesztésére irányuló ötéves terv. 1946–1950; RKP, Kolozsvár, 1946
- A Szovjetúnió hadigazdasága a Nagy Honvédő Háború éveiben; ford. Pirityi Sándor; Magyar-Szovjet Közgazdasági Szemle–Anonymus, Bp., 1948
- A Szovjetunió hadigazdasága, a nagy honvédő háború éveiben; ford. Pirityi Sándor; Új Magyar Kiadó, Bp., 1949